# Schloss Steinheim (Neu-Ulm)

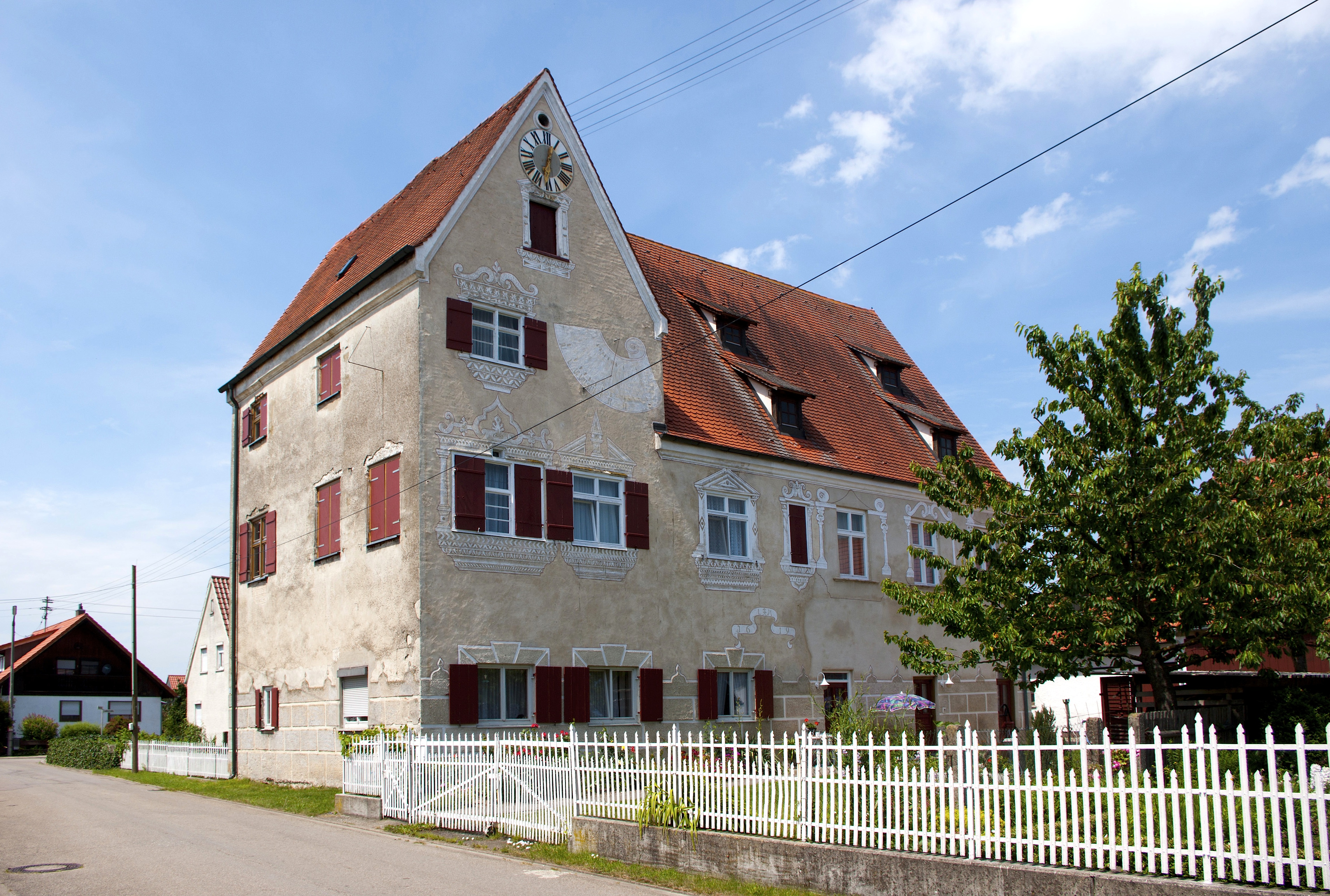
Schloss Steinheim

Schloss Steinheim ist ein Schloss in Steinheim in Neu-Ulm im bayerischen Regierungsbezirk Schwaben. In Steinheim befinden sich genau genommen allerdings insgesamt drei Schlösser bzw. Herrenhäuser.

## Geschichte
Das eigentliche Schloss Steinheim befindet sich in der Bauernstraße. Es wurde um 1619 für die Ulmer Patrizier Albrecht und Magdalena Schleicher errichtet. Ab 1870 erfolgte die Nutzung als Bauernhof. Die Beschreibung lautet:
Ehemaliger Patrizierlandsitz, jetzt Bauernhof, zweigeschossiger Satteldachbau mit dreigeschossigem Quertrakt im Westen, Fassaden mit reicher Sgraffit Dekoration, Fensteradikulen mit antikisierenden Architekturelementen und Sonnenuhr, erbaut von Werkmeister L.M., bezeichnet 1619; an der Scheune drei Wappensteine, bezeichnet 1619, 1688, 1707 

## Baudenkmale
In der Liste der Baudenkmäler in Neu-Ulm sind alle drei Baudenkmale aufgeführt, der Herrensitz allerdings nur als ehemaliges Baudenkmal, das zudem nur eine Renaissancetür, geschnitzt mit der Bezeichnung 1596, umfasste.